# Голос комуніста
Голос комуніста (пол. Głos Komunisty) — польськомовна щоденна газета, розрахована на комуністів, а також польських військовополонених і біженців, які проживали в Радянській Україні. Виходила в 1919—1922 рр. у Києві та деякий час у 1920 р. в Харкові. Спочатку являла собою орган Київського комітету Групи польських комуністів (1919, №№ 1, 2); потім — орган Київського комітету Польської секції КП(б)У (1919, з № 3). Постійними працівниками редакції були Юліан Ленський, Фелікс Кон, Ян Войтига, С. Конарський, Болеслав Скарбек, С. Тітовський, С. Вуйт, С. Борський. Віньєтка видання містила гасло: «Пролетарі всіх країн, єднайтеся!» (пол. Proletaryusze wszystkich krajów łączcie się! — тогочасним польським правописом). Виникла після закриття «Польського комуніста». У березні 1922 року перетворена на тижневик і незабаром закрита, а його продовженням із червня 1922 став «Серп».